# Championnat de Pologne de football de troisième division
Le championnat de Pologne de football de troisième division, couramment appelé II Liga depuis 2008, est la troisième division de football en Pologne. Il a été créé le 26 février 1966, et remporté pour la toute première fois par le KS Rzeszów.
L'édition 2012-2013 de la II liga voit trente-six clubs, répartis en deux groupes selon leur géolocalisation, s'affronter pour accrocher les quatre places synonymes de montée en I liga et éviter les nombreuses autres synonymes de descente en III liga.

## Les groupes
Les trente-six clubs de II liga sont répartis en deux poules. Le groupe ouest comprend les équipes des voïvodies de Haute-Silésie, d'Opole, de Basse-Silésie, de Lubusz, de Cujavie-Poméranie, de Poméranie, de Poméranie occidentale et de Grande-Pologne, tandis que le groupe est regroupe les clubs des voïvodies de Mazovie, de Łódź, de Podlachie, de Varmie-Mazurie, de Petite-Pologne, de Lublin, de Sainte-Croix et des Basses-Carpates.